# Міжнародна жіноча медична асоціація

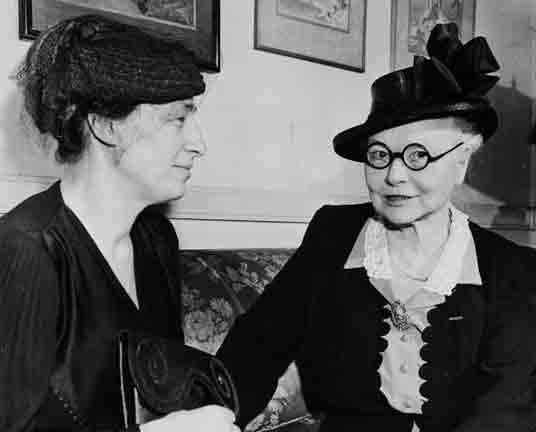
Голова асоціації Ганна Шарлотта Руйс (ліворуч) з екс-засновницею Естер Поль Лавджой, 1948 рік

Міжнародна жіноча медична асоціація (англ. Medical Women's International Association) - це неурядова організація 1919 року створення, яка представляє лікарок у всьому світі. Естер Лавджа була її першим президентом. [1] Асоціація з'явилась після міжнародних зустрічей лікарок в Америці та Великій Британії, зокрема докторки Джейн Вокер [2]